# グリチロン

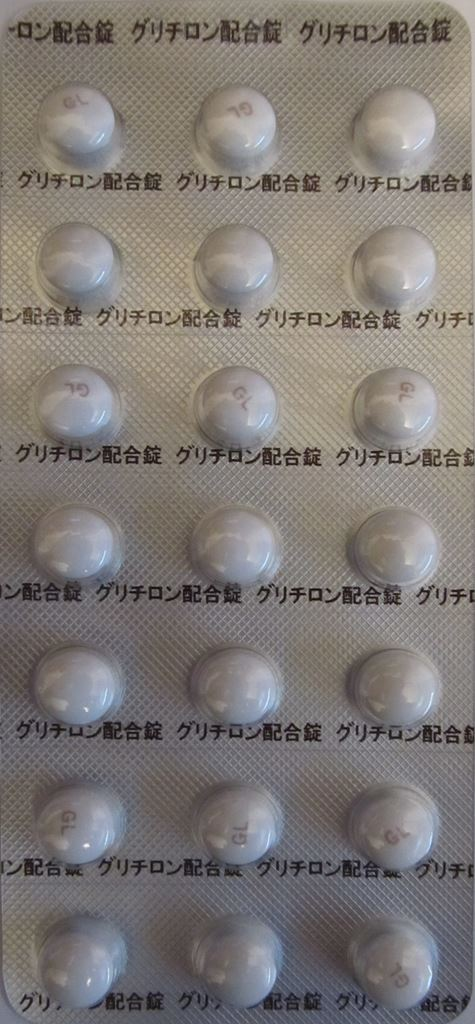
グリチロン配合錠

グリチロンは、ミノファーゲン製薬の医薬品である。
グリチロンは甘草から抽出した有効成分「グリチルリチン酸」を含有しており、慢性的な肝臓疾患や、アレルギー体質、湿疹、かぶれなどに効果を発揮する。通常大人は1回当たり2〜3錠程度、子供は1錠程度を1日につき2〜3回ずつ与えることになっている（年齢、病状によって調整する）。
かつては薬局でも売られていたが、現在は医師の処方がないと購入できない。
以前文化放送ほかで放送していた「家庭医学」はミノファーゲン製薬の提供であったが、CMは本錠の宣伝に特化していた。

## 外部サイト
- グリチロン🄬配合錠（PDF） - 株式会社ミノファーゲン製薬、2016年4月改定、2019年9月16日閲覧